# The Great Kat
The Great Kat (* 1966 in Swindon, bürgerlich: Katherine Thomas) ist eine US-amerikanische Metal-Gitarristin und Sängerin. Mit ihrer Band spielt sie Klassische Musik im Speed-Metal-Gewand. Sie beschreibt ihren Stil selbst als „Shred/Classical Music“.

## Biografie
Katherine Thomas wurde 1966 in einem US-Air-Force-Hospital in Swindon, Großbritannien geboren. Mit drei Jahren zog ihre Familie zurück in die USA. Schon früh von der Wiener Klassik geprägt, begann sie mit sieben Jahren Klavier zu erlernen. Mit neun erhielt sie Violinenunterricht. Sechs Jahre später bekam sie ein Stipendium an der renommierten Juilliard School. Dort gewann sie zahlreiche Auszeichnungen und ging nach Abschluss mit der Violine auf Tournee durch die USA, Mexiko und Europa.
Schon während dieser Zeit nahm sie Gitarrenstunden und begann nach einem neuen Betätigungsfeld Ausschau zu halten. Sie vereinte Einflüsse der Klassische Musik mit Speed Metal und gab sich den Namen „The Great Kat“. Ihr erstes Demoband Satan Says von 1986 erregte das Interesse der Plattenfirma Roadrunner Records, die sie schließlich unter Vertrag nahm. Das erste Album erschien 1987 mit dem Titel Worship me or Die!. Es bestand nur aus Eigenkompositionen mit einem deutlichen Bezug zur Klassik. Als Begleitmusiker hatte sie Bassisten Tom Von Doom (später bei Cycle Sluts From Hell) und Adam Killa engagiert. 
Beethoven on Speed, das Nachfolgealbum, basiert auf einem anderen Konzept: The Great Kat spielt auf diesem Album Coverversionen von Ludwig van Beethoven und Niccolò Paganini mit der Gitarre nach, dazu gesellen sich Eigenkompositionen und das Stück Der Hummelflug von Nikolai Andrejewitsch Rimski-Korsakow. Letzteres gilt als eines der schnellsten Gitarrenstücke aller Zeiten und brachte der Künstlerin mehrere Einträge in den Toplisten diverser Gitarrenmagazine ein.
Nachdem Roadrunner den Vertrag gelöst hatten, veröffentlichte sie auf diversen Plattenfirmen „Alben“, die nicht länger als maximal 15 Minuten dauerten und eigentlich EPs darstellen. Diese folgten dem gleichen Konzept wie Beethoven on Speed, jedoch wurden hier Stücke von Gioachino Rossini, Richard Wagner und Antonio Vivaldi verwendet. Ihre Liveshows gingen immer weiter in den BDSM-Bereich, ebenso ihr Image.

## Rezeption
Ihr streitbares Image und ihre absolute Selbstüberzeugung, sowie ihr leichtbekleideter Stil unter Hinzunahme von extremen Posen sorgten immer wieder für Hohn und Spott in der Metal-Szene. So posiert sie auf den Plattencovern leichtbekleidet mit Nieten und Patronengurten und verzerrt dabei ihr Gesicht. Ihre musikalischen Fähigkeiten bleiben allerdings davon unbetroffen und werden in der Szene durchaus wahrgenommen. Ihr Gesangsstil wird oft als unhörbar beschrieben. Nach den ersten Alben war der Exotenbonus verflogen und The Great Kat versank wieder im Underground. In Interviews, etwa für das Zündfunk Radiotop 1988, schrie sie immer und sprach von sich stets in der dritten Person als The Great Kat.

„I’ll explain to you the exact theory behind The Great Kat’s “provocative” image: The Great Kat is taking highly complex classical masterpieces of Beethoven, Bach, Paganini, Mozart, Vivaldi (music that is out of the intellectual reach of the average idiot) and bringing these masterpieces to them, by wearing provocative clothes, leather, vinyl, whips and chains, so as to distract the morons from the musical complexities of the genius composers, by targeting directly to their penises—which is where their brains are located!“

## Diskografie
- 1986: Satan Says (Demo)
- 1987: Worship Me or Die!
- 1990: Beethoven on Speed
- 1996: Digital Beethoven on Cyberspeed (EP)
- 1997: Guitar Goddess (EP)
- 1998: Bloody Vivaldi (EP)
- 2000: Rossini's Rape (EP)
- 2002: Wagner's War (EP)
- 2005: Extreme Guitar Shred (DVD)